# Типолдо (Месина)
Типолдо је насеље у Италији у округу Месина, региону Сицилија.
Према процени из 2011. у насељу је живело 289 становника. Насеље се налази на надморској висини од 760 м.